# Tournoi pré-olympique de la CAF 1975-1976
Navigation
Munich 1972 Moscou 1980
Le tournoi pré-olympique de la CAF 1975-1976 a eu pour but de désigner les 3 nations qualifiées au sein de la zone Afrique pour participer au tournoi final de football, disputé lors des Jeux olympiques de Montréal en 1976.
Le tournoi africain de qualifications pour les Jeux olympiques d’été de 1976 s’est déroulé sur trois tours entre le 23 février 1975 et le 18 avril 1976. Les trois qualifiés au tournoi olympique ont été déterminés au terme de trois rondes répartissant les 24 nations inscrites au départ, à l'issue d'un système à élimination directe disputé en match aller-retour, en jouant si nécessaire une prolongation de deux fois 15 minutes en cas d'égalité parfaite au score cumulé, car la règle des buts marqués à l'extérieur n'est pas en vigueur, ainsi qu'une séance de tirs au but si les deux équipes sont toujours à égalité à la fin des prolongations. Après le troisième tour, le Ghana, le Nigeria et la Zambie se sont qualifiés pour le tournoi olympique, qu'ils ont toutefois boycotté.
Cette édition des Jeux fut marquée par le boycott de 22 nations africaines qui protestent contre la présence de la Nouvelle-Zélande. Elles reprochent à cette dernière d'avoir envoyé son équipe de rugby participer à une tournée en Afrique du Sud, pays pratiquant l'apartheid. Dès lors, les trois nations africaines qualifiées, le Ghana, le Nigeria et la Zambie, se désistent pour raison politique, tout comme l'Uruguay pour d'autres motifs.

## Pays qualifiés
| Dates                               | Lieu      | Places | Qualifiés                                    |
| ----------------------------------- | --------- | ------ | -------------------------------------------- |
| du 23 février 1975 au 18 avril 1976 | Itinérant | 3      | Nigeria forfait Ghana forfait Zambie forfait |

## Format des qualifications
Dans le système à élimination directe avec des matches aller et retour, en cas d'égalité parfaite au score cumulé des deux rencontres, les mesures suivantes sont d'application :

- Organisation de prolongations et, au besoin, d'une séance de tirs au but, si les deux équipes sont toujours à égalité au terme des prolongations, et
- La règle des buts marqués à l'extérieur n'est pas en vigueur.

## Résultats des qualifications

### Premier tour
| Équipe 1   | Résultat | Équipe 2           | Aller | Retour |
| ---------- | -------- | ------------------ | ----- | ------ |
| Maroc      | 3 - 1    | Libye              | 2 - 1 | 1 - 0  |
| Zaïre      | 6 - 2    | Haute-Volta        | 4 - 1 | 2 - 1  |
| Ghana      | 10 - 1   | Liberia            | 6 - 0 | 4 - 1  |
| Gambie     | 0 - 7    | Guinée             | 0 - 1 | 0 - 6  |
| Égypte     | 1 - 2    | Soudan             | 1 - 1 | 0 - 1  |
| Zambie     | 9 - 0    | Maurice            | 5 - 0 | 4 - 0  |
| Algérie    | 2 - 3    | Tunisie            | 1 - 1 | 1 - 2  |
| Mauritanie | 0 - 7    | Mali               | 0 - 1 | 0 - 6  |
| Éthiopie   | 0 - 3    | Tanzanie           | 0 - 0 | 0 - 3  |
| Togo       | 1 - 2    | Sénégal            | 1 - 1 | 0 - 1  |
| Malawi     | -        | Madagascar forfait | -     | -      |
| Nigeria    | -        | Cameroun forfait   | -     | -      |

#### Détail des rencontres
| 23 février 1975 | Maroc                | 2 - 1   | Libye       | Stade Belvédère Rabat, Maroc |  |
|                 | Faras 3e · Acila 77e | (1 - 0) | Bahloul 70e |                              |  |

| 14 mars 1975 | Libye | 0 - 1   | Maroc | Stade du 28 Mars Benghazi, Libye |
|              |       | (? - ?) |       |                                  |

| 6 avril 1975 | Zaïre | 4 - 1   | Haute-Volta | Stade du 20-Mai Kinshasa, Zaïre |
|              |       | (? - ?) |             |                                 |

| 6 avril 1975 | Ghana           | 6 - 0   | Liberia | Accra Sports Stadium Accra, Ghana |  |
|              | Owusu ?? · ? ?? | (? - ?) |         |                                   |  |

| 20 avril 1975 | Liberia | 1 - 4   | Ghana           | Antoinette Tubman Stadium (en) Monrovia, Liberia |  |
|               | ? ??    | (? - ?) | Owusu ?? · ? ?? |                                                  |  |

| 27 avril 1975 | Haute-Volta | 1 - 2   | Zaïre | Stade municipal Ouagadougou, Haute-Volta |
|               |             | (? - ?) |       |                                          |

| 27 avril 1975 | Gambie | 0 - 1   | Guinée | Box Bar Stadium (en) Banjul, Gambie |
|               |        | (? - ?) |        |                                     |

| 2 mai 1975 | Égypte      | 1 - 1   | Soudan | Nasser Stadium Le Caire, Égypte |  |
| | Shehata 29e | (? - ?) | ? ??   |                                 |  |
| | Rapport     |         |        |                                 |  |
| Ekramy (en) - Abdel Baquy, Younis (ar), Hamdy, Abou Amin - Gaafar (en) ( El-Shaikh), Mekki, Shehata - Abdou (en), Al-Khatib · ( Ali Khalil (ar)), Ossama Khalil | Équipes     |         |        |                                 |  |

| 4 mai 1975 | Zambie                                          | 5 - 0   | Maurice | Dag Hammarskjöld Stadium (es) Ndola, Zambie |  |
|            | Chola ?? · Simulambo (en) ?? · Chanda ?? · ? ?? | (? - ?) |         |                                             |  |

| 11 mai 1975                                                                                                | Algérie    | 1 - 1   | Tunisie    | Stade du 5-Juillet-1962 Alger, Algérie |  |
| | Madani 83e | (0 - 1) | Habita 38e |                                        |  |
| | Rapport    |         |            |                                        |  |
| Teldja - Madani, Khedis, Hadefi, Ighil - Gamouh, Fergani, Layachi · ( Mahiouz) - Selmi, Dali, Ali Messaoud | Équipes    |         |            |                                        |  |

| 18 mai 1975 | Maurice | 0 - 4   | Zambie          | Stade George-V Curepipe, Maurice |  |
|             |         | (? - ?) | Chola ?? · ? ?? |                                  |  |

| 18 mai 1975 | Mauritanie | 0 - 1   | Mali     | Stade de la Capitale Nouakchott, Mauritanie |  |
|             |            | (0 - 0) | Elba 56e |                                             |  |

| 18 mai 1975 | Éthiopie | 0 - 0   | Tanzanie | Stade d'Addis-Abeba Addis-Abeba, Éthiopie |
|             |          | (0 - 0) |          |                                           |

| 18 mai 1975 | Togo | 1 - 1   | Sénégal | Stade Municipal (en) Lomé, Togo |
|             |      | (? - ?) |         |                                 |

| 30 mai 1975 | Soudan      | 1 - 0 | Égypte | Stade municipal Khartoum, Soudan |  |
|             | Gagarine ?? | (? - ?) |        |                                  |  |
|             | Rapport     | |        |                                  |  |
|             | Équipes     | Ali - Abdel Baquy, Hamdy, Tawfik, El-Gohary Jr. - Shehata, Gaafar (en), Abdel Fattah, El-Shaikh ( Khalil) - Abo Greisha ( Al Shazly), Nour |        |                                  |  |

| 31 mai 1975 | Tanzanie                            | 3 - 0   | Éthiopie | National Stadium Dar es Salam, Tanzanie |  |
|             | Nguluko ?? · Sembuli ?? · Hassan ?? | (? - ?) |          |                                         |  |

| 1er juin 1975 | Tunisie                | 2 - 1 | Algérie         | Stade olympique d'El Menzah Tunis, Tunisie |  |
|               | Agrebi 56e · Limam 74e | (0 - 0) | Belkedrouci 80e |                                            |  |
|               | Rapport                | |                 |                                            |  |
|               | Équipes                | Ouchène - Madani ( Safsafi), Khedis, Hadefi, Zenir - Gamouh, Fergani, Belkedrouci, Aït Chegou - Selmi, Ali Messaoud |                 |                                            |  |

| 1er juin 1975 | Mali | 6 - 0   | Mauritanie | Stade omnisports Modibo-Keïta Bamako, Mali |
|               |      | (? - ?) |            |                                            |

| 1er juin 1975 | Sénégal | 1 - 0   | Togo | Stade Demba-Diop Dakar, Sénégal |
|               |         | (? - ?) |      |                                 |

| 1er juin 1975 | Guinée | 6 - 0   | Gambie | Stade du 28-Septembre Conakry, Guinée |
|               |        | (? - ?) |        |                                       |

|  | Malawi | Q. - forfait | Madagascar |  |  |
|  |        |              |            |  |  |

|  | Nigeria | Q. - forfait | Cameroun |  |  |
|  |         |              |          |  |  |

### Deuxième tour
| Équipe 1 | Résultat      | Équipe 2     | Aller | Retour              |
| -------- | ------------- | ------------ | ----- | ------------------- |
| Malawi   | 2 - 5         | Zambie       | 1 - 1 | 1 - 4               |
| Tanzanie | 1 - 2         | Soudan       | 1 - 0 | 0 - 2               |
| Tunisie  | 0 - 2         | Maroc        | 0 - 1 | 0 - 1               |
| Sénégal  | 3 - 3 (5 - 4) | Zaïre        | 3 - 1 | 0 - 2 ap (5 - 4)tab |
| Guinée   | 3 - 6         | Ghana        | 1 - 0 | 2 - 6               |
| Nigeria  | -             | Mali forfait | -     | -                   |

#### Détail des rencontres
| 31 août 1975 | Malawi | 1 - 1   | Zambie | Zomba Stadium Zomba, Malawi |
|              |        | (? - ?) |        |                             |

| 12 octobre 1975 | Zambie          | 4 - 1   | Malawi         | Dag Hammarskjöld Stadium (es) Ndola, Zambie |  |
|                 | Chola ?? · ? ?? | (? - ?) | Osman ??(pén.) |                                             |  |
|                 | Rapport         |         |                |                                             |  |

| 22 novembre 1975 | Tanzanie | 1 - 0   | Soudan | National Stadium Dar es Salam, Tanzanie |
|                  |          | (? - ?) |        |                                         |

| 30 novembre 1975 | Tunisie | 0 - 1   | Maroc       | Stade olympique d'El Menzah Tunis, Tunisie |  |
|                  |         | (0 - 1) | Zahraoui 8e |                                            |  |

| 30 novembre 1975 | Sénégal | 3 - 1   | Zaïre | Stade Demba-Diop Dakar, Sénégal |
|                  |         | (? - ?) |       |                                 |

| 30 novembre 1975 | Guinée | 1 - 0   | Ghana | Stade du 28-Septembre Conakry, Guinée |
|                  |        | (? - ?) |       |                                       |

| 5 décembre 1975 | Soudan | 2 - 0   | Tanzanie | Stade municipal Khartoum, Soudan |
|                 |        | (? - ?) |          |                                  |

| 14 décembre 1975 | Maroc     | 1 - 0   | Tunisie | Stade du 5-Juillet-1962 Alger, Algérie |  |
|                  | Faras 15e | (1 - 0) |         |                                        |  |

| 14 décembre 1975 | Zaïre             | 2 - 0 a. p.    | Sénégal | Stade du 20-Mai Kinshasa, Zaïre |
|                  |                   | (? - ?, 2 - 0) |         |                                 |
|                  | Tirs au but 4 - 5 |                |         |                                 |

| 14 décembre 1975 | Ghana           | 6 - 2   | Guinée | Accra Sports Stadium Accra, Ghana |  |
|                  | Owusu ?? · ? ?? | (? - ?) | ? ??   |                                   |  |

|  | Nigeria | Q. - forfait | Mali |  |  |
|  |         |              |      |  |  |

### Troisième tour
| Équipe 1 | Résultat      | Équipe 2 | Aller | Retour              |
| -------- | ------------- | -------- | ----- | ------------------- |
| Sénégal  | 1 - 2         | Ghana    | 0 - 0 | 1 - 2               |
| Zambie   | 2 - 2 (5 - 4) | Soudan   | 2 - 2 | 0 - 0 ap (5 - 4)tab |
| Nigeria  | 3 - 2         | Maroc    | 3 - 1 | 0 - 1               |

#### Détail des rencontres
| 14 mars 1976 | Sénégal | 0 - 0   | Ghana | Stade Demba-Diop Dakar, Sénégal |
|              |         | (0 - 0) |       |                                 |

| 28 mars 1976 | Ghana | 2 - 1   | Sénégal | Accra Sports Stadium Accra, Ghana |
|              |       | (? - ?) |         |                                   |

| 28 mars 1976 | Zambie           | 2 - 2   | Soudan | Dag Hammarskjöld Stadium (es) Ndola, Zambie |  |
|              | Chanda ?? · ? ?? | (? - ?) | ? ??   |                                             |  |

| 3 avril 1976 | Nigeria                                 | 3 - 1   | Maroc      | Surulere Stadium Lagos, Nigeria |  |
|              | Usiyan (en) 14e 48e · Emeteole (en) 80e | (0 - 0) | Choukri ?? |                                 |  |

| 4 avril 1976 | Soudan            | 0 - 0 a. p.    | Zambie | Stade municipal Khartoum, Soudan |
|              |                   | (0 - 0, 0 - 0) |        |                                  |
|              | Tirs au but 4 - 5 |                |        |                                  |

| 18 avril 1976 | Maroc     | 1 - 0   | Nigeria | Stade de Marchan Tanger, Maroc |  |
|               | Acila 53e | (0 - 0) |         |                                |  |